# Margaret Matthews
Margaret Rejean Matthews po mężu Wilburn (ur. 5 sierpnia 1935 w Griffin, w stanie Georgia) – amerykańska lekkoatletka, specjalistka sprintu i skoku w dal, brązowa medalistka olimpijska z 1956.
Przed igrzyskami olimpijskimi w 1956 w Melbourne Matthews dwukrotnie poprawiała rekord Stanów Zjednoczonych w skoku w dal, doprowadzając go do 6,02 m. Na igrzyskach nie zakwalifikowała się jednak do finału tej konkurencji, ale wraz z koleżankami wywalczyła brązowy medal w sztafecie 4 × 100 metrów (sztafeta biegła w składzie Mae Faggs, Matthews, Wilma Rudolph i Isabelle Daniels). 
Na igrzyskach panamerykańskich w 1959 w Chicago Matthews zdobyła srebrny medal w skoku w dal.
Była mistrzynią Stanów Zjednoczonych (AAU) na 100 jardów w 1958 i w skoku w dal w latach 1956–1959. 
Rekordy życiowe Matthews:
- bieg na 100 jardów – 11,1 s (1958)
- skok w dal – 6,18 m (1958)